# Fabrice Josso
Pour les articles homonymes, voir Josso.
 (juin 2016).
Si vous disposez d'ouvrages ou d'articles de référence ou si vous connaissez des sites web de qualité traitant du thème abordé ici, merci de compléter l'article en donnant les références utiles à sa vérifiabilité et en les liant à la section « Notes et références ».
Fabrice Josso est un acteur et directeur artistique français, spécialisé dans le doublage.

## Biographie
Fabrice Josso est le neveu de l'actrice Véronique Jannot.
Une de ses premières apparitions cinématographiques est dans le film L'Associé (1979) dans lequel il interprète le fils de Michel Serrault.
Remarqué par le grand public en 1981, à l'âge de douze ans, pour son rôle de Rémi dans la série télévisée Sans famille (à la suite de laquelle il enregistre le disque La Chanson de Rémi), il devient l'année suivante la voix du même personnage dans la série d'animation Rémi sans famille, ainsi que celle de Télémaque dans une autre dessin animé Ulysse 31.
Par la suite, il obtient des rôles  à la télévision et au cinéma, notamment À nous les garçons avec Franck Dubosc en 1984.
En 1986-87, on le retrouve dans deux clips de la chanteuse Emmanuelle : Premier Baiser et Rien que toi pour m'endormir, ou encore dans le film Les Exploits d'un jeune Don Juan en 1987, avant qu'il devienne le personnage principal d'une des déclinaisons des Compagnons de l'aventure, puis de la série Le Collège des cœurs brisés au début des années 1990. Il tourne également dans Hélène et les Garçons en 1994, où il joue le petit ami de Bénédicte.
Fabrice Josso est aussi très actif dans le doublage. Il est notamment la voix française régulière de Billy Crudup et de Karl Urban, à la télévision celle de Jensen Ackles de la série Supernatural (saisons 1 à 15 de 2005 à 2020), du personnage Leonard Hofstadter (interprété par Johnny Galecki) dans la série télévisée américaine The Big Bang Theory (2007-2019), la série Midnight Texas (saisons 1-2, 2017-2018. Il fait la voix française de Francois Arnaud le rôle de Manfred Bernardo.
Dans les dessins d'animation, il est aussi choisi, en 1988, pour être la voix du personnage Thomas « Tom » Price (Genzō Wakabayashi en VO) de la série Olive et Tom et retrouve cette même voix en 2018, soit 30 ans plus tard, lors du reboot de la série intitulé Captain Tsubasa.
Il travaille aussi en voix off au sein de documentaires et publicités. Il coordonne également des informations à propos de documentaires[réf. nécessaire].

## Théâtre
- 2003 : Coup de foudre à Zanzibar de Frédérique-Sempè Lemon, mise en scène Michèle André, Théâtre Les Déchargeurs

## Filmographie

### Cinéma

#### Longs métrages
- 1979 : L'Associé de René Gainville : Thierry Pardot
- 1982 : Queen Lear de Mokhtar Chorfi : Georges
- 1985 : À nous les garçons de Michel Lang : un joueur de hockey sur glace
- 1985 : Le Déclic de Jean-Louis Richard
- 1987 : Les Exploits d'un jeune Don Juan de Gianfranco Mingozzi : Roger
- 1987 : Les Nouveaux Tricheurs de Michael Schock : Karl
- 1988 : Corps z'à corps d'André Halimi : Albin, le fils de M. Villecresne
- 1990 : La Fuite au paradis (Fuga dal paradiso) d'Ettore Pasculli : Téo
- 1996 : Ilona llega con la lluvia de Sergio Cabrera : Laurent
- 1998 : Watani, un monde sans mal de Med Hondo
- 2010 : Le Village des ombres de Fouad Benhammou
- 2015 : Guillaume, la jeunesse du conquérant de Fabien Drugeon : Lord 1

#### Courts-métrages
- 1992 : Les paroles invisibles d'Étienne Faure
- 1996 : Chicago Blues de Sylvain Dardenne : Gaspard

### Télévision
- 1976 : Au théâtre ce soir : Un mois à la campagne, mise en scène par Jean Meyer, réalisé par Pierre Sabbagh - Théâtre Édouard-VII : Kolia
- 1976 : François le Champi, téléfilm de Lazare Iglesis : Jeannie
- 1977 : Les Folies Offenbach (série) : 1 épisode
- 1980 : Les Amours des années folles (série) - épisode Les solitaires de Myols : Loys
- 1981 : Sans famille (mini-série) : Rémi
- 1982 La nuit du général Boulanger, téléfilm d'Hervé Bromberger : un commis
- 1984 : Cinéma 16 - La vie telle qu'elle change (téléfilm) : Antoine
- 1985 : La Famille Bargeot (série) : Robert "Bob" Bargeot
- 1988 : La vie en panne (mini-série) : Nicolas
- 1989 - 1990 : Les Compagnons de l'aventure : Lola et les Sardines (série, collection Bibliothèque verte) : Michel (3 épisodes)
- 1990 : Paparoff - épisode : Paparoff enfonce les portes
- 1991 : La saga d'Archibald (série)
- 1992 : Le Collège des cœurs brisés (sitcom) : Jérémy
- 1992 : Beaumanoir (feuilleton) : Alain
- 1994 : Hélène et les Garçons : Fabrice
- 2013 : Le Jour où tout a basculé (épisode L'ex de mon mari veut-elle me nuire ?) : Louis
- Depuis 2014 : Les Mystères de l'amour : Étienne Varlier
- 2014 : VDM, la série : candidat pour une VDM

### Clips
- 1986 : Premier Baiser (chanson interprétée par Emmanuelle)
- 1987 : Rien que toi pour m'endormir (chanson interprétée par Emmanuelle)
- 1988 : Sentiment d’océan (chanson interprétée par Gérard Blanc)

## Doublage

### Cinéma

#### Films
- Billy Crudup dans (8 films) :
  - Le Fantôme de Sarah Williams (2000) : Fielding Pierce
  - Stage Beauty (2004) : Ned Kynaston
  - Mission impossible 3 (2006) : Musgrave
  - Watchmen : Les Gardiens (2008) : Dr Manhattan / Jon Osterman
  - Alien: Covenant (2017) : Christopher Oram
  - Justice League (2017) : Henry Allen
  - Bernadette a disparu (2019) : Elgie Branch
  - Zack Snyder's Justice League (2021) : Henry Allen
- Karl Urban dans (5 films) :
  - Les Chroniques de Riddick (2004) : Vaako
  - La Mort dans la peau (2004) : Kirill
  - Doom (2005) : John Grimm dit « Reaper »
  - Riddick (2013) : Vaako
  - Star Trek : Sans limites (2016) : Leonard McCoy
- Giovanni Ribisi dans :
  - Contrebande (2012) : Tim Briggs
  - Ted (2012) : Donny
  - Albert à l'ouest (2014) : Edward
  - Ted 2 (2015) : Donny
- Adam Scott dans :
  - The Matador (2005) : Phil Garrison
  - Bachelorette (2012) : Clyde
  - Jamais entre amis (2015) : Matthew
  - Madame Web (2024) : Ben Parker
- Bill Hader dans :
  - Sans Sarah, rien ne va ! (2008) : Brian Bretter
  - Paul (2011) : Haggard
  - Crazy Amy (2015) : Aaron Conners
- Jensen Ackles dans :
  - Meurtres à la St-Valentin (2009) : Tom Hanniger
  - Buddy Games (2019) : Jack Durfy
  - Buddy Games : Réveil printanier (2023) : Jack Durfy
- Jonathan Brandis dans :
  - Sidekicks (1992) : Barry Gabrewsky
  - Chevauchée avec le diable (1998) : Cave Wyatt
- Donald Faison dans :
  - Clueless (1995) : Murray
  - Big Party (1998) : le batteur
- Ewan McGregor dans :
  - Les Virtuoses (1996) : Andy
  - Little Voice (1998) : Billy
- Simon Rex dans :
  - Scary Movie 3 (2003) : George Logan
  - Scary Movie 4 (2006) : George Logan
- Adam Campbell dans :
  - Sexy Movie (2006) : Grant Fockyerdoder
  - Big Movie (2007) : Peter
- Johnny Galecki dans :
  - Happy Endings (2005) : Miles
  - Time Out (2011) : Borel
- Sean Harris dans :
  - Brighton Rock (2011) : Hale
  - Délivre-nous du mal (2014) : Mick Santino
- Jim Parrack dans :
  - Suicide Squad (2016) : Johnny Frost / Pseudo Joker
  - Fast and Furious 9 (2021) : Kenny Linder
- 1981 : Bandits, bandits : Kevin (Craig Warnock)
- 1982 : Rambo : un enfant (Danny Wozna)
- 1982 : Le Monde selon Garp : Garp enfant (James McCall)
- 1982 : Y a-t-il enfin un pilote dans l'avion ? : Jimmy Wilson (Oliver Robins)
- 1982 : Halloween 3 : « Little » Buddy Kupfer Jr. (Brad Schacter)
- 1982 : Rambo : un enfant (Danny Wozna)
- 1983 : La Quatrième Dimension : un enfant [Qui ?]
- 1984 : Vendredi 13 : Chapitre final : Tommy Jarvis (Corey Feldman)
- 1996 : Le Dortoir des garçons : John Baker Jr. (Lukas Haas)
- 1997 : Pour le pire et pour le meilleur : Vincent Lopiano (Skeet Ulrich)
- 1998 : Il faut sauver le soldat Ryan : le soldat James Frédérick Ryan (Nathan Fillion)
- 1998 : Scream 2 : Derek (Jerry O'Connell)
- 1998 : Supersens : Darryl Witherspoon (Marlon Wayans)
- 1998 : Le Gang des Newton : Jess Newton (Ethan Hawke)
- 1999 : Ordinary Decent Criminal : Alec (Colin Farrell)
- 1999 : Prémonitions : voix additionnelle
- 2000 : The Skulls : Société secrète : William Beckford (Hill Harper)
- 2000 : Bootmen : Sean Odken (Adam Garcia)
- 2000 : Roméo doit mourir : Vincent Roth (Edoardo Ballerini (en))
- 2001 : Battle Royale : Shûya Nanahara (Tatsuya Fujiwara)
- 2001 : Antitrust : Larry Banks (Tygh Runyan)
- 2001 : Pearl Harbor : Joe (Matthew Davis)
- 2002 : Une nana au poil : Jake (Eric Christian Olsen)
- 2002 : La Guérison du cœur : Jason Kelly (Ian Somerhalder)
- 2002 : The Extremists : Jeffrey (Rupert Graves)
- 2002 : Nicholas Nickleby : Nicholas Nickleby (Charlie Hunnam)
- 2002 : Austin Powers dans Goldmember : lui-même (Jack Osbourne)
- 2004 : Spider-Man 2 : John Jameson (Daniel Gillies)
- 2004 : Hellboy : John Myers (Rupert Evans)
- 2004 : Lolita malgré moi : un garçon en cours de math [Qui ?]
- 2005 : Initial D : Takumi Fujiwara (Jay Chou)
- 2005 : Hitch, expert en séduction : le photographe de Sara [Qui ?]
- 2008 : Panique à Hollywood : Carl (Sam Levinson)
- 2008 : Le Bon, la Brute et le Cinglé : le bon (Jeong Woo-seong)
- 2008 : Le Monstre des marais : Jimmy (Nicolas Wright)
- 2010 : Scott Pilgrim : Gideon Graves (Jason Schwartzman)
- 2010 : Une famille très moderne : Declan (Scott Elrod)
- 2010 : Le Chasseur de primes : le caddie (Christian Borle)
- 2011 : Comment savoir : Matty (Owen Wilson)
- 2011 : Nouveau Départ : Robin Jones (Patrick Fugit)
- 2011 : The Lady : Win Thein (Nay Myo Thant)
- 2012 : Zero Dark Thirty : Steve (Mark Duplass)
- 2013 : Phantom : Sasha (Jason Gray-Stanford)
- 2013 : Le Vieux qui ne voulait pas fêter son anniversaire : Ricky, le frère de Hans (Gustav Deinoff)
- 2014 : Selma : Malcolm X (Nigel Thatch)
- 2015 : Spotlight : Peter Canellos (Doug Murray)
- 2015 : Jane Got a Gun : Fitchum (Rodrigo Santoro)
- 2016 : Independence Day: Resurgence : Floyd Rosenberg (Nicolas Wright)
- 2016 : X-Men: Apocalypse : Caliban (Tómas Lemarquis)
- 2016 : Joyeuse fête des mères : Zack Zim (Jack Whitehall)
- 2017 : The Vault : Michael Dillon (Scott Haze)
- 2017 : Detroit : l'inspecteur Thomas (Chris Coy)
- 2017 : Les Gardiens de la Galaxie Vol. 2 : voix additionnelle
- 2021 : South of Heaven : Schmidt (Shea Whigham)
- 2022 : Marlowe : Nico Peterson (François Arnaud)
- 2025 : Alma et le Loup : le capitaine Lee (?)

#### Films d'animation
- 1980[1] : Pataud dans la tempête : Tommy
- 1986[2] : Le Onzième Passager : Dorf/Nez rouge
- 1988[3] : Appleseed : A.J. Sebastian
- 1991[4] : Roujin Z : Maeda
- 1999 : Le Chat botté : Gunther
- 1999 : Carnivale : Enzo
- 2001 : Metropolis : Kusai Skunk
- 2002 : Cendrillon 2 : Une vie de princesse : voix additionnelle
- 2002[5] : Lupin III : First Contact - Episode 0 : Shade
- 2002 : Corto Maltese, la cour secrète des arcanes : voix additionnelle
- 2003 : Les Énigmes de l'Atlantide : voix additionnelle
- 2005 : Final Fantasy VII: Advent Children : Zack Fair
- 2006[6] : Robotech : The Shadow Chronicles : Scott Bernard
- 2007 : Disney Princesses - Les Histoires Merveilleuses : Vis tes Rêves : le prince Philippe
- 2009 : Summer Wars : Wabisuke Jinnouchi
- 2011 : Mes parrains sont magiques, le film : Grandis Timmy : Cosmo
- 2012 : Mes parrains fêtent Noël : Cosmo
- 2014 : Mes parrains sont magiques : Aloha ! (en): Cosmo
- 2014 : Mune : Le Gardien de la Lune : Spleen

### Télévision

#### Téléfilms
- Morgan Kelly (en) dans :
  - L'Amie de mon mari (2007) : Trey
  - Seule face à sa peur (2008) : Chad
- 2005 : Le Jeu des damnés : Jake Gray (Jensen Ackles)
- 2006 : La Rançon de l'amour : Patrick (Oliver Clemens)
- 2007 : Mariage et Conséquences : Carter (Trevor Blumas)
- 2011 : Too Big to Fail : Débâcle à Wall Street : Timothy Geithner (Billy Crudup)
- 2011 : Mes parrains sont magiques, le film : Grandis Timmy : Cosmo (humain) (Jason Alexander)
- 2012 : Le Déshonneur d'un Colonel : Nick Gallagher (Rossif Sutherland)
- 2013 : La Maison des souvenirs : Rick (Adam Kaufman)
- 2015 : Le Pays de Noël : Mitchell (Scott Jason-Shane)
- 2019 : Mon mari avait une autre famille ! : Mark Hathaway (Matt Passmore)

#### Séries télévisées
- Jensen Ackles dans (9 séries) :
  - Dark Angel (2001-2002) : Alec (22 épisodes)
  - Dawson (2002-2003) : C.J. (12 épisodes)
  - Smallville (2004-2005) : Jason Teague (22 épisodes)
  - Supernatural (2005-2020) : Dean Winchester (327 épisodes)
  - The Boys (depuis 2022) : Ben « Petit Soldat »
  - Big Sky (2022-2023) : le shérif Beau Arlen (14 épisodes)
  - The Winchesters (2022-2023) : Dean Winchester / le narrateur (13 épisodes)
  - Gen V (2023) : Ben « Petit Soldat » (saison 1, épisode 6)
  - Tracker (2024) : Russell Shaw
- Jeff Hephner dans (6 séries) :
  - Newport Beach (2005-2006) : Matt Ramsey (13 épisodes)
  - Mercy Hospital (2009) : Pete Boswick (4 épisodes)
  - Chicago Fire (2013-2017) : Jeff Clarke (20 épisodes)
  - Code Black (2016) : Ed Harbert (5 épisodes)
  - Chicago Med (2016-2017) : Jeff Clarke (16 épisodes)
  - Mars (2018) : Kurt Hurrelle (6 épisodes)
- Adam Kaufman dans :
  - Buffy contre les vampires (1999) : Parker Abrams (5 épisodes)
  - Dawson (1999-2000) : Ethan Brody (5 épisodes)
  - State of Affairs (2014-2015) : Lucas Newsome (13 épisodes)
- Zachary Quinto dans :
  - Espions d'État (2002) : Jay Lambert (saison 2, épisode 2)
  - Haunted (2002) : Paul Kingsley (épisode 2)
  - Six Feet Under (2003) : un étudiant (saison 3, épisode 3)
- Kris Lemche dans :
  - Le Monde de Joan (2003-2004) : Dieu « Etudiant Mignon » (9 épisodes)
  - Ghost Whisperer (2007) : Scott (3 épisodes)
  - 24 Heures chrono (2008) : Chris Whitley (épisode Redemption)
- Johnny Galecki dans :
  - La Star de la famille (2005-2006) : Jay (3 épisodes)
  - The Big Bang Theory (2007-2019) : Leonard Hofstadter (280 épisodes)
  - Entourage (2011) : lui-même (3 épisodes)
- Morgan Kelly (en) dans :
  - Falcon Beach (2006-2007) : Lane Bradshaw (26 épisodes)
  - Alphas (2012) : Tommy (saison 2, épisode 4)
  - Killjoys (2015-2017) : Alvis Akari (19 épisodes)
- François Arnaud dans :
  - The Borgias (2011-2013) : César Borgia (29 épisodes)
  - X Company (2015-2016) : René Villiers (3 épisodes)
  - Midnight, Texas (2017-2018) : Manfred Bernardo (19 épisodes)
- Malcolm Jamal Warner dans :
  - Cosby Show (1984-1988) : Theodore « Theo » Huxtable (1re voix)
  - Campus Show (1988-1989) : Theodore « Theo » Huxtable (saison 1, épisode 22 et saison 2, épisode 13)
- Jay Kenneth Johnson (en) dans :
  - Des jours et des vies (2000-2011) : Philip Kiriakis #2
  - North Shore : Hôtel du Pacifique (2004-2005) : Chris Remsen (21 épisodes)
- Jason London dans :
  - Wildfire (2005-2007) : Bobby (10 épisodes)
  - Ghost Whisperer (2008) : Dr Ryan Heller (saison 4, épisode 2)
- Christopher Jacot (en) dans :
  - Battlestar Galactica (2006) : l'enseigne Brent « BB » Baxton (saison 2, épisode 15)
  - Eureka (2007-2012) : Larry Haberman (23 épisodes)
- Scott Elrod dans :
  - Men in Trees : Leçons de séduction (2007-2008) : Leonard « Cash » Morrissey (14 épisodes)
  - Grey's Anatomy (2016) : Dr William Thorpe (4 épisodes)
- Billy Lush (en) dans :
  - Generation Kill (2008) : le caporal Harold Trombley (mini-série)
  - Revolution (2014) : Scanlon (6 épisodes)
- Jayson Blair dans :
  - The New Normal (2012-2013) : Clay Clemmons (22 épisodes)
  - Dollface (2022) : Liam (4 épisodes)
- Billy Crudup dans :
  - Gypsy (2017) : Michael Holloway (10 épisodes)
  - Hello Tomorrow! (2023) : Jack Billings (10 épisodes)
- 1978-1979[7] : Arnold et Willy : Willy Jackson (Todd Bridges) (1re voix, saison 1)
- 1984 : Le coffret magique[8] : Kay Harker (Devin Stanfield) (6 épisodes)
- 1985 : Punky Brewster : T.C. Finestra (Billy Lombardo) (saison 1, épisodes 21 et 22)
- 1986-2011 : Les Feux de l'amour : Phillip Chancellor III (Thom Bierdz) (120 épisodes)
- 1989 : Code Quantum : Bob Thompson (Kevin Blair) (saison 1, épisode 7)
- 1990-1995 : Arabesque : Stephen Thurlow (Raphael Sbarge) (saison 7, épisode 4) / Darryl Harding (Jim Caviezel) (saison 11, épisode 16)
- 1991-2004 : New York, police judiciaire : Roy Pack Jr. (David Seaman) (saison 2, épisode 9) / Derek Harland (Paul Dawson) (saison 9, épisode 11) / Kyle Mellors (Logan Marshall-Green) (saison 14, épisode 18)
- 1993 : Columbo : Justin Rowe (Stephen Caffrey) (saison 10, épisode 1)
- 1993-1994 : Le Retour des Incorruptibles : Eddie (Cory Barlog) (saison 1, épisode 1 et saison 2, épisode 13)
- 1993-1996 : Le Prince de Bel-Air : Carlton Banks (Alfonso Ribeiro) (2e voix, saisons 3 à 6)
- 1994-1995 : Amoureusement vôtre : Frankie Hubbard (Alimi Ballard) (2e voix)
- 1995-1996 : Beverly Hills 90210 : Colin Robbins (Jason Wiles) (32 épisodes)
- 1995-1996 : Les Incroyables Pouvoirs d'Alex : Bryce (Josh Keaton) (7 épisodes)
- 1995-1999 : Contre vents et marées : Nicolas Anderson (Ralf Bauer) (53 épisodes)
- 1996-1997 : Un privé à Malibu : Griff Walker (Eddie Cibrian) (34 épisodes)
- 1997-1999 : Buffy contre les vampires : un copain de classe de Willow (Jeffrey Steven Smith) (saison 1, épisode 2) / Blayne Moll (Price Jackson) (saison 1, épisode 4) / Owen Thurman (Christopher Wiehl) (saison 1, épisode 5) / James Stanley (Christopher Gorham) (saison 2, épisode 19) / Gage Petronzi (Wentworth Miller) (saison 2, épisode 20) / Scott Hope (Fab Filippo) (3 épisodes) / Larry Blaisdell (Larry Bagby) (6 épisodes)
- 1998 : Will et Grace : Sam (Ben Caswell) (saison 1, épisode 5) / le jeune homme du cinéma (Anthony Meindl) (saison 1, épisode 10)
- 1998 : Affaires non classées : Nick Arnold (Alec Newman) (saison 3, épisode 2)
- 1998-1999 : Legacy : Jeremy Bradford (Ron Melendez) (18 épisodes)
- 1998-1999 : Felicity : Blair (Shan Omar Huey) (6 épisodes)
- 1998-2005 : L'Enquêteur : Konstantin Broecker (Sascha Posch) (62 épisodes)
- 1999 : Siska : Dieter Maiwald (Holger Handtke) (saison 2, épisode 10) / Jan Wehrenberg (Jens Woggon) (saison 2, épisode 11)
- 1999-2000 : X-Files : Aux frontières du réel : Robert "Rob" Roberts (Chad Donella) (saison 7, épisode 3) / Ronald "Ronnie" Purnell (Rodney Eastman) (saison 8, épisode 5)
- 2000 : Des jours et des vies : Philip Kiriakis #1 (Brandon Tyler) (20 épisodes)
- 2001 : Talents and Co : Aaron Symonds (Charlie Clausen (en)) (11 épisodes)
- 2001 : Smallville : Jeremy Creek (Adrian Glynn McMorran) (saison 1, épisode 1)
- 2001 : Aux portes du cauchemar : Charlie (Jermaine Williams) (épisode 3)
- 2001-2002 : Wolf Lake : Luke Cates (Paul Wesley) (9 épisodes)
- 2001-2005 : Powder Park : Georg "Schorschi" Sailer (Oliver Clemens)
- 2002 : Disparition : Sam Crawford adulte (Ryan Merriman) (mini-série)
- 2002 : The Shield : George Sawyer (Brian Boone) (saison 1, épisode 1)
- 2003 : Grand Galop : Drew Regnery (Nikolai Nikolaeff) (18 épisodes)
- 2003 : Boston Public : Russell Clark (Mehcad Brooks) (4 épisodes)
- 2004 : Stargate SG-1 : Oshu (Kevan Ohtsji) (saison 8, épisode 2)
- 2004 : Queer as Folk : Cody Bell (Mitch Morris) (4 épisodes)
- 2004 : New York, unité spéciale : Rudy Lemcke (Doug E. Doug) (saison 5, épisode 21)
- 2005 : Les Experts : Manhattan : Zack Shannon (David Julian Hirsh) (3 épisodes)
- 2005 : Beach Girls : Billy (Wes Brown) (6 épisodes)
- 2006 : Vanished : Adam Putnam (Robert Hoffman) (6 épisodes)
- 2006 : New York, section criminelle : Dr Adlai Copeland (Will Kempe) (saison 6, épisode 5)
- 2006-2007 : Urgences : Ben Parker (Kip Pardue) (6 épisodes)
- 2006-2007 : Amour, Gloire et Beauté : Shane McGrath (Dax Griffin) (54 épisodes)
- 2006-2008[9] : Le Rêve de Diana : Maximilian Graf von Altenburg (Francisco Médina)
- 2007 : Rome : Agrippa (Allen Leech) (8 épisodes)
- 2007 : Kill Point : Dans la ligne de mire : Tony (Dana Ashbrook) (mini-série)
- 2007 : Moonlight : Owen Haggans (Victor Webster) (épisode 9)
- 2007-2008 : Les Tudors : Thomas Wyatt (Jamie Thomas King) (14 épisodes)
- 2008 : Cold Case : Petey Murphy (Paul Wesley) (saison 5, épisode 16)
- 2008 : Eleventh Hour : Edward Grekowski (Scott Rinker) (épisode 8)
- 2009 : Underbelly : Warwick Mobbs (Matt Passmore) (9 épisodes)
- 2010 : Warehouse 13 : Jeff Weaver (Joe Flanigan) (saison 1, épisode 5)
- 2011 : Le Serment : Paul Meyer (Itay Tiran) (mini-série)
- 2011 : Against the Wall : John Brody (Andrew Walker) (11 épisodes)
- 2011-2014 : Borgia : Giovanni Sforza (Manuel Rubey) (8 épisodes)
- 2012 : Drop Dead Diva : Tom Witten (Gary Weeks (en)) (saison 4, épisode 6)
- 2012 : Body of Proof : Aaron Lux (Casey Jon Deidrick) (saison 2, épisode 16)
- 2012-2013 : Girls : Booth Jonathan (Jorma Taccone) (3 épisodes)
- 2013 : The Listener : Ian Furmanek (Nick Bateman) (saison 4, épisode 7)
- 2013-2014 : Vampire Diaries : Dr Wes Maxfield (Rick Cosnett) (12 épisodes)
- 2014 : Rizzoli and Isles : Ralph Comstock (Alex Weed) (saison 5, épisode 3)
- 2014-2016 : Vikings : le comte Werferth (Duncan Lacroix) (saison 2, épisodes 3 et 4) / Kalf (Ben Robson) (13 épisodes)
- 2014-2019 : Silicon Valley : Donald "Jared" Dunn (Zach Woods) (53 épisodes)
- 2015 : Heroes Reborn : Francis (Peter Mooney) (mini-série)
- 2016 : Major Crimes : Jordan Graff (Jamie Martz) (3 épisodes)
- 2016 : Aquarius : Dennis Wilson (Andy Favreau) (7 épisodes)
- 2016 : Between : M. Brooks (Sebastian MacLean) (saison 2, épisodes 5 et 6)
- 2016-2017 : Murder : Thomas (Matthew Risch) (5 épisodes)
- 2017 : Jane the Virgin : Elvis (Craig Lee Thomas) (4 épisodes)
- 2017 : Quantico : Clay (Hunter Parrish) (9 épisodes)
- 2017-2019 : Knightfall : le roi Philippe IV le Bel (Ed Stoppard) (18 épisodes)
- 2018 : The Terror : le lieutenant John Irving (Ronan Raftery) (8 épisodes)
- 2018 : The Cry : l'inspecteur Peter Alexiades (Alex Dimitriades) (4 épisodes)
- 2018 : Les Désastreuses Aventures des orphelins Baudelaire : le réceptionniste (Sage Brocklebank) (saison 2, épisodes 3 et 4)
- 2018-2019 : Shameless : Max Whitford (Neal Bledsoe) (4 épisodes)
- 2018-2019 : FBI : Dr Neil Mosbach (Thomas Philip O'Neill) (7 épisodes)
- depuis 2019 : Virgin River : Calvin (David Cubitt)
- 2020 : Lucifer : Jed Moore (Justin Bruening) (saison 5, épisode 6)
- 2021 : On the Verge : Jerry (Giovanni Ribisi) (12 épisodes)
- 2021 : Mare of Easttown : Tony Delrasso (Eric T. Miller) (mini-série)
- 2022 : Inventing Anna : Jack Mercer (Anders Holm) (mini-série)
- 2022 : Mes parrains sont magiques : encore + magiques : Cosmo (Daran Norris) (voix)
- 2022 : King of Stonks (de) : Thorsten (Daniel Seniuk (de)) (mini-série)
- 2025 : Cassandra : David Prill (Michael Klammer (de))
- 2025 : Dying for Sex : Steve (Jay Duplass) (mini-série)

#### Séries d'animation
- 1973-1974[n 1] : Jeu, set et match ! : Philippe Todoh
- 1977-1978[n 2] : Rémi sans famille : Rémi
- 1980 : Tom Sawyer : Alfred (1re voix), Johnny Miller
- 1981 : Flo et les Robinson suisses : Frantz
- 1981 : Rody le petit Cid : Barmudez
- 1981-1982 : Ulysse 31 : Télémaque
- 1981-1982[n 3] : Les Aventures de Claire et Tipoune : le professeur de Claire, Rei, Sylvain
- 1983-1986[n 4] : Olive et Tom : Thomas Price, Ben Becker, Patrick Everett, Kirk Pearson et George (le supporter avec Patty)
- 1986 : Rahan, fils des âges farouches : Rahan enfant (création de voix)
- 1989[n 5] : Guyver : Sho Fukamashi / Guyver (OAV, 1re voix)
- 1993 : Gunnm : Yugo (OAV)
- 1994 : Macross Plus : Yan (doublage alternatif de l'épisode 3)
- 1996-1997[n 6] : L'Incroyable Hulk : Leonard Samson
- 1998 : Les Tribulations du Cabotin : Tim
- 1998 : Princesse Shéhérazade : Sam (création de voix, épisode 32)
- 1998-1999 : Hercule : Crainte et Peur
- 2000 : Spy Groove (en)[10] : Jeffie Wilson
- 2001-2002 : Cartouche, prince des faubourgs : Louis XV et Isaac (création de voix)
- 2002-2003 : Mega Man NT Warrior : Mega Man
- 2005 : Skyland : Pratucci (création de voix, épisodes 8 et 19)
- 2005-2008 : Avatar, le dernier maître de l'air : Téo
- 2005-2008 : Planète Sketch : voix diverses
- 2005-2012 : Yakari : personnages secondaires et animaux (création de voix)
- 2006 : Shaolin Wuzang : Cheng (création de voix)
- 2006-2017 : Mes parrains sont magiques : Cosmo (2e voix, à partir de l'épisode 12 de la saison 5)
- 2009-2011 : Saint Seiya: The Lost Canvas : Albafica, Stand, Zelos
- 2010 : Tempo Express : Roméo (création de voix, épisode 6)
- 2015-2018 : Dinotrux : Tim Rux
- 2016 : Pokémon Générations : Peter
- 2018 : Les Aventures extraordinaires de Capitaine Superslip : Yvan Piredéténèbres
- 2018-2024 : Captain Tsubasa : Genzō Wakabayashi
- 2019[n 7] : Demon Slayer: Kimetsu no Yaiba : Kaigaku
- 2021 : M.O.D.O.K. : Alvin Healy / Tenpin (épisode 4)
- depuis 2022 : Transformers : EarthSpark : Wheeljack (es)
- 2023 : Scott Pilgrim prend son envol : Gideon Gordon Graves[n 8]
- depuis 2024 : Mes parrains sont magiques : Un nouveau souhait (en) : Cosmo, MC2 et Pou-A 1

### Jeux vidéo
- 2005 : Tom Clancy's Splinter Cell: Chaos Theory : voix additionnelles
- 2006 : Le Parrain : Aldo Trapani
- 2009 : Batman: Arkham Asylum : personnages secondaires
- 2010 : Fable III : Mark, l'un des trois mages dans la quête « Le Jeu », ainsi que plusieurs personnages secondaires
- 2010 : Need for Speed: Hot Pursuit : agent de police de la SCPD
- 2011 : Star Wars: The Old Republic : personnages complémentaires
- 2017 : Star Wars Battlefront II :  voix additionnelles
- 2020 : Final Fantasy VII Remake : Zack Fair
- 2020 : Assassin's Creed Valhalla : Gifle la Lance de Frêne / Magistrat Derby l'Étau
- 2024 : Final Fantasy VII Rebirth : Zack Fair

### Direction artistique
Fabrice Josso est également directeur artistique de versions françaises.
| - 2017 : Toc toc - 2017 : The Black Room - 2017 : Small Crimes - 2018 : La Tribu - 2018 : Tremors: A Cold Day in Hell - 2019 : Les Deux Papes - 2020 : Les Nouveaux Mutants - 2020 : The Boys in the Band - 2020 : Suspect numéro un - 2020 : All Together Now - 2021 : Comme des proies - 2021 : Les Éternels - 2022 : Carter - 2022 : Prey - 2022 : Blackout - 2023 : Power Rangers : Toujours vers le futur - 2023 : Insubmersible - 2023 : Carga Maxima - 2023 : Assassin Club - 2024 : Nicky Larson - 2024 : Nightbitch - 2024 : Apartment 7A - 2025 : Ravage - 2025 : Thunderbolts* - 2017 : Capitaine Superslip - 2017 : Les Trolls : spécial fêtes (avec Valérie Siclay) - 2020 : Petit Vampire - 2025 : Predator: Killer of Killers - 2017 : Quand le piège se referme... - 2020 : Opération : Joyeux Noël - 2022 : Les Gardiens de la Galaxie : Joyeuses Fêtes | - 2017-2019 : The Big Bang Theory (saisons 10 à 12, avec Laura Préjean) - 2017-2019 : Insatiable - 2018-2021 : The Outpost - depuis 2018 : FBI - 2020 : Histoires fantastiques - 2020 : The Gloaming (en) - 2021 : Calls - 2022 : Machos alfa - 2022 : Liens de sang (mini-série) - 2022 : DMZ (mini-série) - 2022 : Le Cabinet de curiosités de Guillermo del Toro (mini-série) - 2022-2025 : Sandman - 2022-2025 : Andor - 2023 : The Mandalorian (saison 3, avec Edgar Givry sur le 3.1) - 2023 : De grandes espérances (mini-série) - depuis 2023 : Ahsoka - 2024 : The Penguin (mini-série) - depuis 2024 : Dark Matter - 2025 : Alien: Earth - 2012 : Yakari (saison 3) - 2018-2019 : Trolls : En avant la musique ! - 2018-2020 : Les Aventures extraordinaires de Capitaine Superslip - 2020-2022 : Trolls Trollstopia - 2021 : Fonce, toutou, fonce ! - 2021 : What If...? - 2021-2022 : Kid Cosmic - depuis 2024 : X-Men ’97 |

## Voix off
Film
- 2016 : South Gate District d'Attia Barrere Le Roy

Documentaires
- 2018 : Devenir extra-terrestre réalisé par Ruth Chao, diffusé sur France 5 le 20 décembre 2018.
- 2019 : Aurores boréales - Des lumières fascinantes mais menaçantes réalisé par Simo Sipola, diffusé sur Arte le 20 août 2022.